# Miroslav Šalom Freiberger

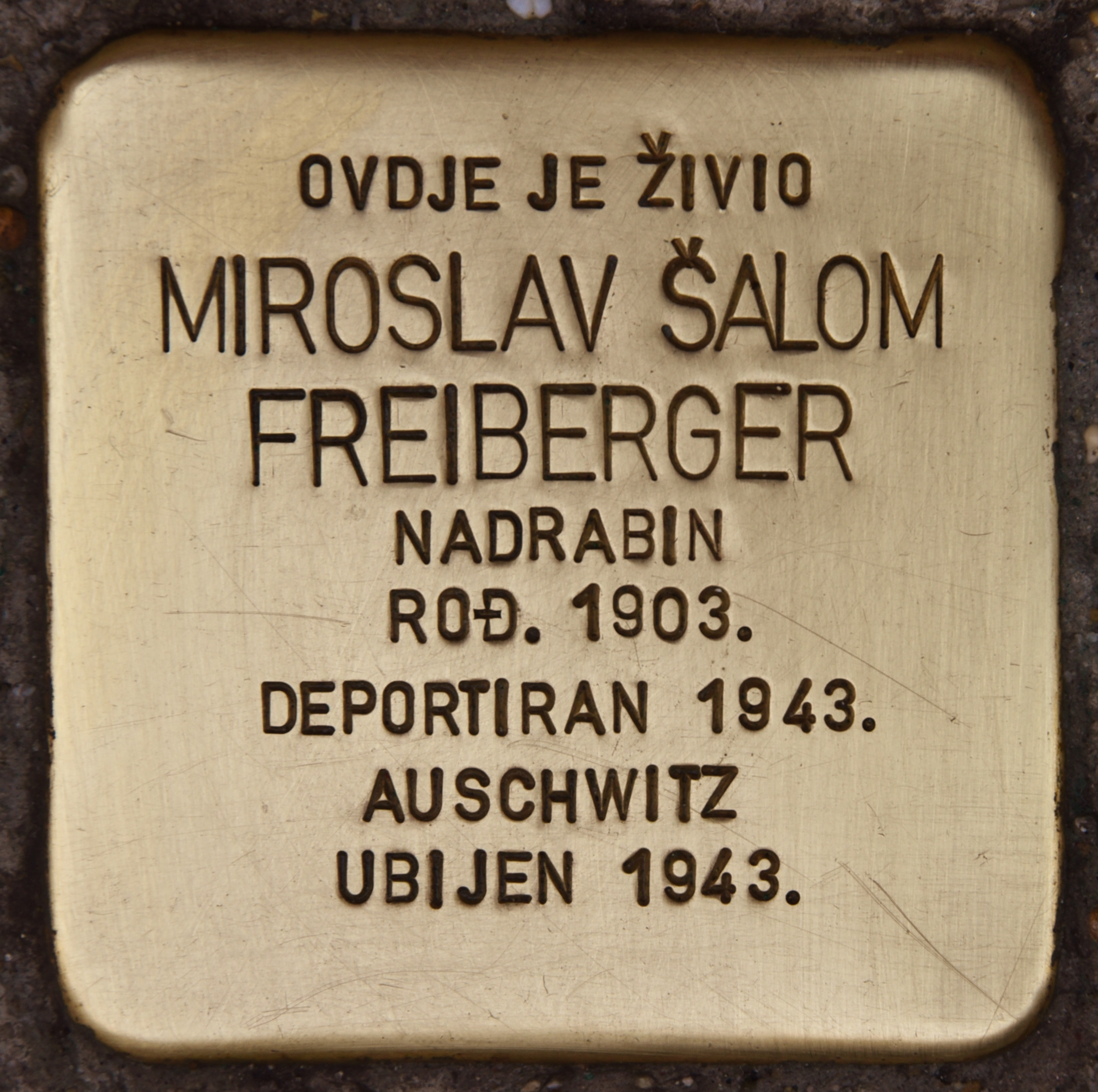
Stolperstein in Zagreb

Miroslav Šalom Freiberger (9. Januar 1903 in Osijek – 8. Mai 1943 im KZ Auschwitz) war der letzte Rabbiner von Zagreb vor dem Holocaust.

## Leben
Miroslav Šalom Freiberger wuchs in Zagreb auf und beteiligte sich an zionistischen Jugendgruppen. Er studierte an der Hochschule für die Wissenschaft des Judentums in Berlin, wo er ein Doktorat der Philosophie erwarb. Der Titel seiner Dissertation von 1927 war Das Fasten im alten Israel. Er heiratete Irene geb. Steiner, die aus Wien stammte. Das Paar bekam einen Sohn Ruben, geboren am 18. September 1932 in Osijek. Miroslav Šalom Freiberger kehrte – inzwischen zum Rabbiner ordiniert – nach Jugoslawien zurück, wurde Hilfsrabbiner in Osijek, dann Rabbiner in Zagreb – als erster im Lande geborener Rabbiner der Stadt. Er veröffentlichte ein neues Gebetbuch mit kroatischen Textfassungen und schrieb für jüdische Periodika, vor allem für die Wochenzeitschrift Židov. Ab 1936 amtierte er – zusammen mit Gavro Schwarz – als Oberrabbiner.
Er verhalf vielen Mitgliedern der jüdischen Gemeinden Kroatiens zur Flucht, sie wurden über die Balkanroute Richtung Palästina in Sicherheit gebracht. Unterstützt wurde er vom Zagreber Erzbischof Aloysius Stepinac, der bei der Regierung des Unabhängigen Staats Kroatien intervenierte. Sein einziger Sohn befand sich in einer Gruppe von zehn Mädchen und Jungen, die im Februar 1943 über Budapest und Istanbul in das Mandatsgebiet Palästina flüchte konnten. Ursprünglich wollten der Rabbiner und seine Frau die Gruppe bis Istanbul begleiten, doch letztlich blieb der Rabbi bei seiner bedrängten und bedrohten Gemeinde. Er weigerte sich auch dann noch zu flüchten, als bereits die Deportationen begannen. Am 5. Mai 1943 wurden er, seine Frau und der letzte Vorsitzende der Jüdischen Gemeinde von Zagreb, Hugo Kon, gemeinsam mit mehreren Hundert Glaubensbrüdern verhaftet und mit Güterwaggons in das Vernichtungslager Auschwitz deportiert. Dort wurden alle drei ermordet. Dem Vernehmen nach soll Erzbischof Stepinac buchstäblich noch in letzter Minute beim Ustascha-Regime zugunsten von Freiberger und seiner Frau interveniert haben, freilich erfolglos. Miroslav Šalom Freiberger soll in Auschwitz öffentlich gehenkt worden sein.
Seine Eltern wurden ebenfalls in Auschwitz ermordet. Der Sohn überlebte die Shoah im Exil, wuchs in Palästina auf, wurde Komponist, heiratete und änderte 1952 seinen Namen auf Reuven Yaron. 1956 nahm er mit dem Rinat Chor an einem internationalen Wettbewerb in Paris teil und gewann den ersten Preis. Im selben Jahr kämpfte er in der israelischen Armee, er fiel am 3. November 1956 am Sinai.

## Gedenken
Nach der Wiedererrichtung der Jüdischen Gemeinde von Zagreb wurde deren Kulturvereinigung nach ihm benannt.
2020 wurde ein Stolperstein für Miroslav Šalom Freiberger in Zagreb verlegt, an der Amruševa 8. Er wurde zerstört und im Februar 2021 neuerlich verlegt.